# 全羅斯
全俄羅斯（俄語：Общерусский народ），也被稱為三位一體的俄羅斯人或泛俄羅斯民族，由大俄羅斯、白俄羅斯和小俄羅斯（烏克蘭的舊稱）三個部分組成。
根據歷史學家的觀點，基輔羅斯被認為是三個現代東斯拉夫人國家（白俄羅斯、俄羅斯及烏克蘭）的前身，三國的歷史學家皆承認為其東斯拉夫人的共同祖先，後來基輔羅斯因蒙古帝國的金帳汗國入侵而滅亡。

## 詞源
三位一體的俄羅斯人的論文的第一作者被認為是基輔莫希拉學院校長，普斯科夫的主教和大主教諾夫哥羅德教授塞奧法尼斯普羅科波維奇。

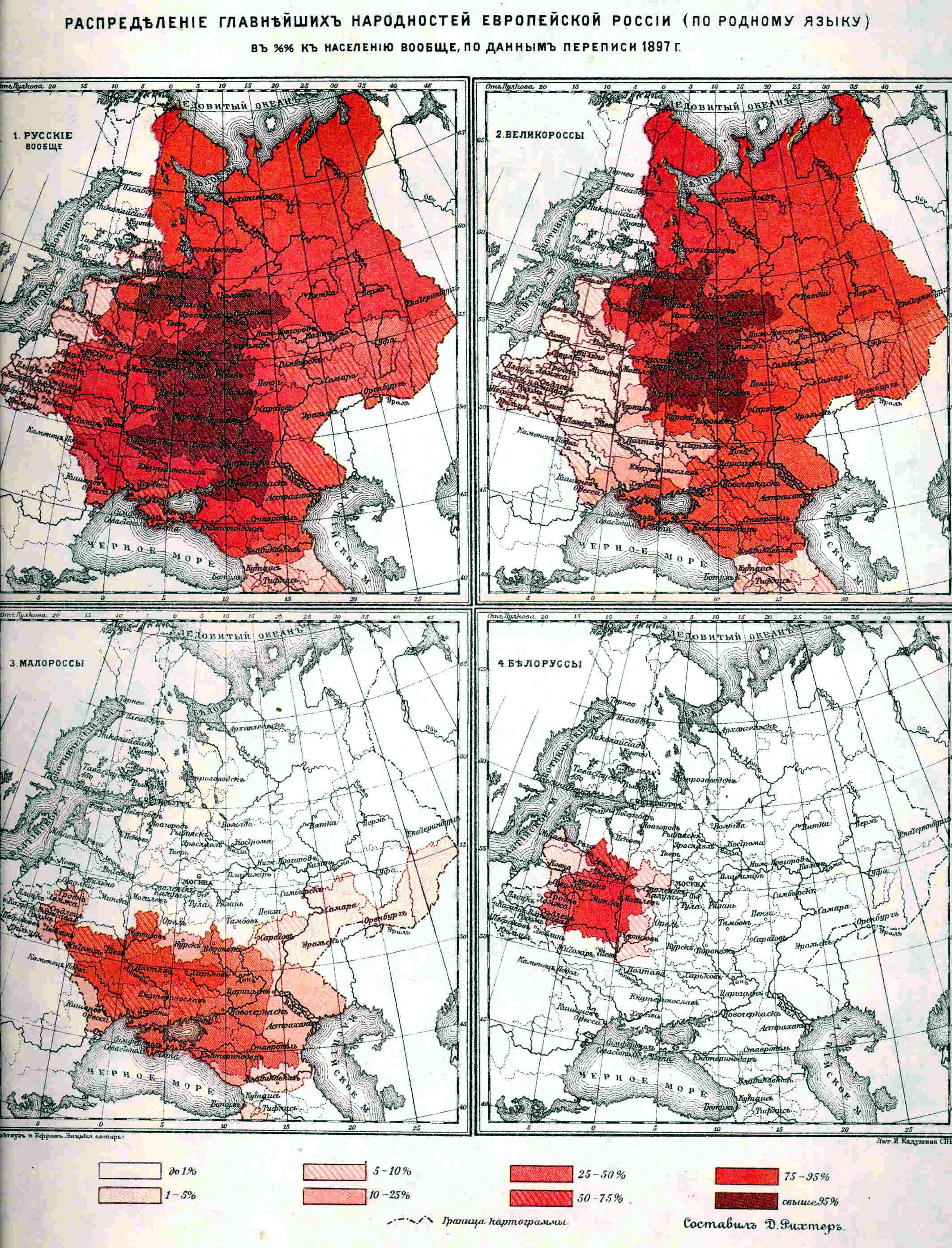
三位一體的俄羅斯人的結果的反映這一概念的全國人口普查。1897年一個俄國將軍提出了，和他們的三個組成部分：大俄羅斯，小俄羅斯人，白俄羅斯人。
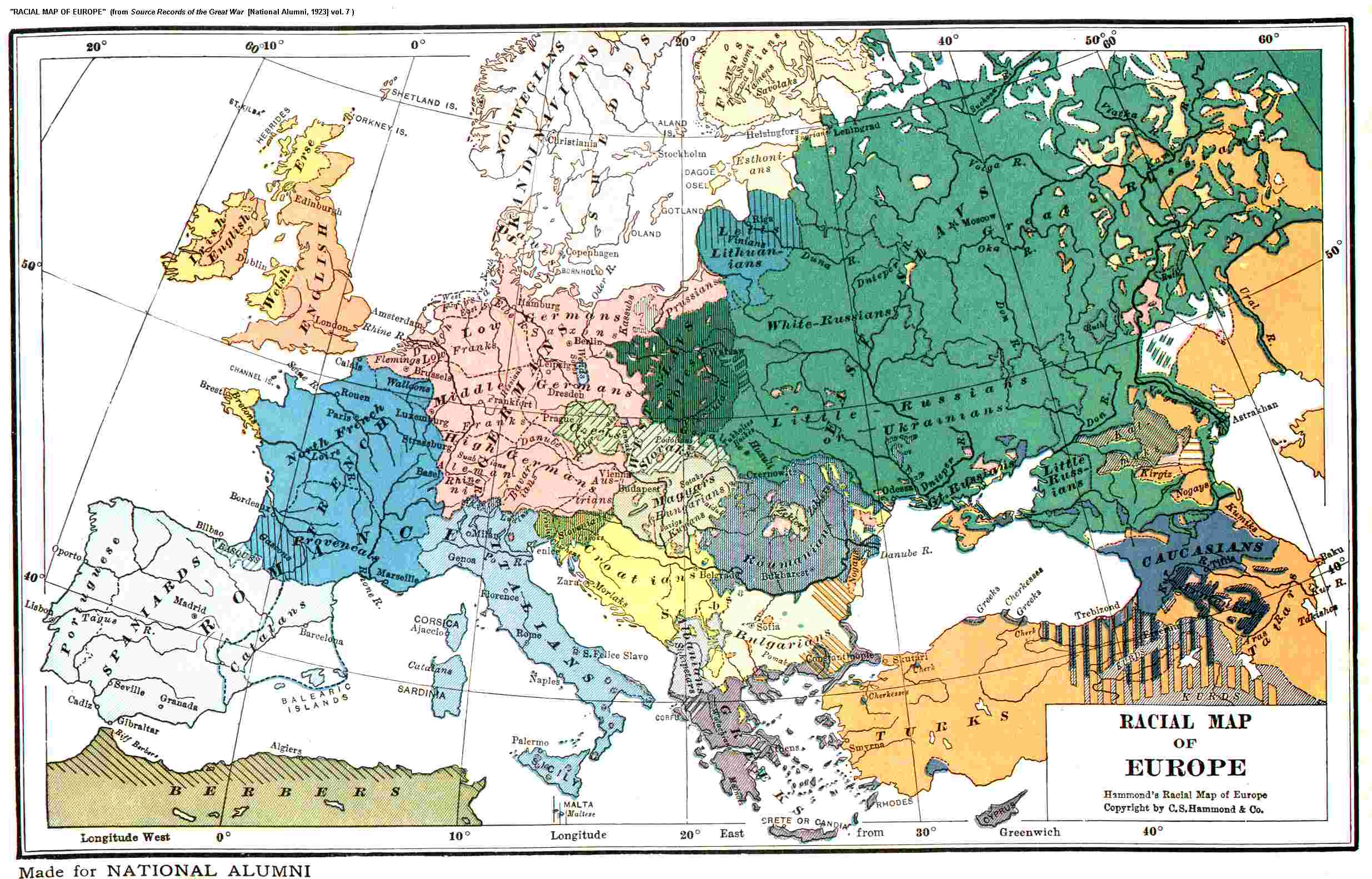
1923年英國對歐洲的民族概念圖

## 歷史
斯拉夫人是一個廣泛生活在東南歐的民族，分為東、西、南三個大族群，即東斯拉夫人、西斯拉夫人、南斯拉夫人。
- 東斯拉夫人就是俄羅斯人、烏克蘭人、白俄羅斯人
- 西斯拉夫人就是波蘭人、捷克人、斯洛伐克人、卡舒比人（主要分佈於今波蘭北部地區，人口約30萬人）和索布人（主要分佈在德國的薩克森與布蘭登堡兩州境內，人口在5萬至6萬之間，他們居住的地區被稱為盧薩蒂亞）
- 南斯拉夫人就是塞尔维亚人、保加利亚人、克罗埃西亞人、斯洛維尼亞人、波士尼亞人、马其顿人和蒙特內哥羅人。

東斯拉夫人在9世紀前是許多鬆散的部落聯盟。9世紀時，一個名叫留裡克的瑞典瓦良格人傭兵在860年左右被選舉為大諾夫哥羅德的統治者，因而創建了留裡克王朝。北方的留裡克王朝南下統一了東斯拉夫人的其它部落，並在在第聶伯河沿岸今日烏克蘭首都基輔建立了基輔羅斯。
12世紀時基輔羅斯已經因為封建制度而分裂成許多的小公國隨後在13世紀被蒙古金帳汗國所佔領，其間金帳汗國無法管轄的地區出現權力真空而這時波蘭－立陶碗大公國佔領了烏克蘭。之後莫斯科公國的伊凡雷帝擊敗了金帳汗國後蒙古的影響力逐漸在東歐消退，後來成立的俄羅斯沙皇國逐漸收復了古羅斯的領土。為了共同抵禦波蘭和土耳其的入侵，烏克蘭哥薩克領主和俄羅斯沙皇簽訂了「佩列亞斯拉夫爾協議」結盟300多年，到了彼得大帝時期已經完全收復了古羅斯全部領土。
- 「烏克蘭」這個名詞是波蘭人所取意思為邊界之地或「在邊界上」的意思一開始做為一個歧視性的地理名詞而後一戰才被烏克蘭民族主義者用來作為民族的概念。[2]
- 烏克蘭語並非歷史悠久的語言100多年前僅被作為說不同口音的俄語，其誕生歷史在1930年代後才逐漸產生。

### 俄羅斯與烏克蘭和白俄羅斯
蒙古征服俄羅斯後以東斯拉夫人為主體的古基輔羅斯滅亡，兩國共同的歷史開始出現分歧，基輔羅斯分裂成3個部份尚未被蒙古征服的西北部份羅斯是加利西亞－沃里尼亞王國成為白俄羅斯和西烏克蘭的一部份，東北部基輔羅斯成為殘餘的弗拉基米尔-苏兹达尔大公国及繼承國莫斯科大公國，東南部烏克蘭和俄羅斯依據被蒙古征服時間的不同分裂成東南烏克蘭和俄羅斯，以及波蘭立陶宛聯邦的軍事干預往後基輔羅斯分裂成大俄羅斯、小俄羅斯（烏克蘭）、白俄羅斯三個國家。
伊凡雷帝時期莫斯科公國從一個小公國逐漸統一了古基輔羅斯分裂的的領土，此時蒙古金帳汗國因為內部的分裂和爭奪大汗王位而分裂成許多小國家如喀山汗國、阿斯特拉罕汗國和克里米亞汗國，俄羅斯並驅逐了蒙古金帳汗國在東歐和中亞的勢力，成為一個強大的東斯拉夫人國家此時距離基輔羅斯滅亡250年東斯拉夫人脫離蒙古統治；而西烏克蘭卻被立陶宛大公國併吞，隨後又成為波蘭立陶宛聯邦的一員。烏克蘭中部的哥薩克人和哥薩克酋長國拒絕接受波蘭貴族的控制，因波蘭強迫西烏克蘭改信天主教，經常與波蘭聯邦發生衝突，西部烏克蘭的利沃夫成為小波蘭的一部份，中部烏克蘭要求改為加入文化相同的俄羅斯基督教東正教派，最終哥薩克議會於1654年通過佩列亞斯拉夫條約，加入莫斯科公國。
在伊凡雷帝死後波蘭國王扶植了假王子，一個自稱是伊凡雷帝幼子德米特裡的人為偽王，波蘭人一度占領了莫斯科後來遭莫斯科人民起義推翻，隨後波蘭國王瓦迪斯瓦夫四世稱自己為莫斯科大公和俄國沙皇。
17世紀中期，烏克蘭逐漸和俄羅斯帝國融合，此後在18世紀俄羅斯女皇葉卡捷琳娜二世與普魯士和奧地利聯合瓜分波蘭後西烏克蘭和俄羅斯完成統一，古基輔羅斯領土在此時以完全收復。在200多年之後的一次世界大戰後德國扶植了烏克蘭國傀儡政權其間又有西烏克蘭的西蒙·彼得留拉綠軍開始屠殺俄羅斯人，而二戰之後納粹德國亦扶植親納粹的班德拉政權和烏克蘭反抗軍，二戰結束後一部份班德拉份子前往美國發展成為反蘇工具，直到蘇聯解體後班德拉主義者回到烏克蘭發展新納粹主義並成為2014年初美國支持邁丹獨立廣場革命的參與者，在隨後的烏克蘭內戰中他們加入了烏克蘭國民禁衛軍。

## 俄羅斯的分裂歷史過程
在第一次世界大戰以及1917年十月革命和俄國內戰後烏克蘭和白俄羅斯受德國支持獨立，因列寧簽訂割地賠款的布列斯特-立陶夫斯克條約而獨立出去，列寧在受到一戰德國150萬金馬克金援作為內部間諜，德國支持列寧發動十月革命政變推翻沙皇旦條件為簽訂布列斯特-立陶夫斯克條約為代價，儘管遭到大多數蘇共中央大多數人反對，但列寧堅持簽訂該條約，這些檔案在冷戰後解密。
條約主要內容如下：
1. 蘇俄終止與德國、奧匈帝國、保加利亞和土耳其的戰爭狀態；
2. 蘇俄軍隊全面復員，海軍軍艦駛回海港並解除武裝；
3. 蘇俄承認芬蘭、烏克蘭、格魯吉亞之獨立，並有義務同烏克蘭人民共和國立即締結和約；
4. 蘇俄將愛沙尼亞、利夫蘭、庫爾蘭、立陶宛、俄屬波蘭等地割與德意志帝國與奧匈帝國，而上列各地今後之政治狀態，僅德奧二國有權決定；
5. 蘇俄撤出阿達罕（Ardakhan）、卡爾斯、巴統等省，由奧斯曼土耳其帝國接管；
6. 蘇俄拆除阿蘭群島上所有防禦工事，其未來地位由德意志帝國、奧匈帝國、瑞典王國和芬蘭四國共同決定。

此條約對俄國是相當沉重之打擊，俄方所受之損失大致如下：
1. 國土：共78萬平方公里。[5]
2. 人口：共5600萬人口，相當於全國34%的人口
3. 產業：
  1. 農產損失33%
  2. 工業損失54%
  3. 製糖業損失80%
  4. 鐵礦損失73%
  5. 煤礦損失75%
4. 財政收入：共損失約27%

此外，在8月27日時於柏林所簽訂之補充條款中尚規定蘇俄需給付德國60億馬克賠款，分五期償還，但最後付款日期不得超過1918年底。
隨後德國在一次世界大戰戰敗條約的內容沒有被完全被執行，而二次大戰中苏军击败纳粹德国後蘇聯又將大部分一戰後俄羅斯丟施的領土納入其勢力範圍。
在蘇聯紅軍佔領烏克蘭後不願意成為俄羅斯蘇維埃聯邦社會主義共和國統治下的領土，希望興復東正教及君主制或民族性傳統的舊俄羅斯，因此烏克蘭當地出現支持白軍的保皇復國運動，於是遭到了蘇俄的進攻。1922年列寧為了加強對烏克蘭地區的控制將俄羅斯領土新俄羅斯的東南部地區割讓給烏克蘭但此時烏克蘭只是作為蘇聯的一個加盟共和國。
1991年蘇聯解體在美國支持的親西方政權葉利欽政府將俄羅斯、烏克蘭和白俄羅斯三國作為主體國家恢復獨立。

## 現在
跟據2000年白俄羅斯進行的一項代表性民意調查，42.6％的人和受訪者表示他們相信三位一體的俄羅斯人民白俄羅斯是全俄羅斯的一部分。
2014年克里米亞公投決定加入俄羅斯聯邦。2014年烏克蘭東南部8個普遍立場親俄的州，也決定重新建立1922年劃入烏克蘭蘇維埃社會主義共和國管轄的新俄羅斯。俄語地區支持者普遍支持加入頓涅茨克人民共和國和盧甘斯克人民共和國組成新俄羅斯聯邦。
2022年2月24日，俄罗斯入侵乌克兰。同年9月，俄罗斯在占领的顿涅茨克州和卢甘斯克州上的傀儡政权顿涅茨克人民共和国和卢甘斯克人民共和国，以及俄罗斯占领下的赫尔松州和扎波罗热州举办吞并公投，正式吞并上述四州。

## 国情简介
|                                           | 俄罗斯联邦 (俄国、俄罗斯)                                                                              | 乌克兰                                                                                | 白俄罗斯共和国                                                                       |
| ----------------------------------------- | --- | ------------------------------------------------------------------------------------- | ------------------------------------------------------------------------------------ |
| 国徽                                      | |                                                                                       |                                                                                      |
| 国旗                                      | 俄罗斯                                                                                                 | 乌克兰                                                                                | 白俄罗斯                                                                             |
| 地图                                      | |                                                                                       |                                                                                      |
| 人口                                      | 146517273（含克里米亚半岛，不含顿巴斯、赫尔松和扎波罗热地区）                                          | 41167336（不含克里米亚半岛）                                                          | 9608700                                                                              |
| 面积                                      | 17234034 km2（6654098 sq mi）（含占领的乌克兰领土）                                                    | 603700 km2（233100 sq mi）（含被占领的领土）                                          | 207595 km2（80153 sq mi）                                                            |
| 人口密度                                  | 8.4/km2 (21/sq mi)                                                                                     | 73.8/km2 (191/sq mi)                                                                  | 45.8/km2 (191/sq mi)                                                                 |
| 时区                                      | UTC+2至+12                                                                                             | UTC+3                                                                                 | UTC+3                                                                                |
| 专属经济区                                | 8095881 km2（3125837 sq mi）                                                                           | 6805586 km2（2627651 sq mi）                                                          | 207600 km2（80200 sq mi）                                                            |
| 首都                                      | 莫斯科                                                                                                 | 基辅                                                                                  | 明斯克                                                                               |
| 最大城市                                  | 莫斯科 (pop. 11503501, 15500100 Metro)                                                                 | 基辅 (pop. 2900920, 3375000 Metro)                                                    | 明斯克 (pop. 409, 1982444 Metro)                                                     |
| 政体                                      | 联邦制 半总统制 共和国                                                                                 | 单一制 半总统制 共和国                                                                | 单一制 总统制 共和国                                                                 |
| 现任国家元首                              | 弗拉基米爾·普京                                                                                        | 弗拉基米尔·泽连斯基                                                                   | 亚历山大·卢卡申科                                                                    |
| 现任政府首脑                              | 米哈伊尔·米舒斯京                                                                                      | 杰尼斯·什米加尔                                                                       | 罗曼·戈洛夫琴科                                                                      |
| 官方语言                                  | 俄语 (事实上)                                                                                          | 乌克兰语 (事实上)                                                                     | 白俄罗斯语、俄语 (事实上)                                                            |
| 主要宗教                                  | 66% 东正教 14% 无神论 6% 伊斯兰教 4% 無宗教 2% 其他宗教 1% 新教 1% 佛教（2021年人口普查）              | 72% 东正教 9% 天主教 10% 无神论 3% 其他宗教 2% 新教 2% 其他基督宗教（2022年人口普查） | 83.3% 东正教 7.8% 无神论 6.7% 天主教 1% 其他基督宗教 0.2% 其他宗教（2020年人口普查） |
| 民族                                      | 80.90% 俄罗斯族 8.75% 突厥语族 3.96% 其他印欧人 3.78% 高加索人 1.76% 芬兰 - 乌戈尔和蒙古民族和其他民族 | 77.8% 乌克兰族 17.3% 俄罗斯族 4.9% 其他/不明                                          | 83.7% 白俄罗斯人 8.3% 俄罗斯族 3.1% 波兰人 1.7% 乌克兰族 3.2% 其他/不明              |
| 国内生产总值（国际货币基金组织数据）      | $2,133,0.92亿（2022年）                                                                                | $1,997.19 亿（2021年）                                                                | $797.04亿（2022年）                                                                  |
| 人均国民生产总值 （国际货币基金组织数据） | $14,665（2022年）                                                                                      | $4,862（2021年）                                                                      | $8,567（2022年）                                                                     |